# Mingorría
Mingorría è un comune spagnolo di 496 abitanti situato nella comunità autonoma di Castiglia e León.